# Léon Cogniet
Léon Cogniet (29. srpna 1794 Paříž – 20. listopadu 1880 Paříž) byl francouzský malíř.

## Život a kariéra
Narodil se v roce 1794 v Paříži. V roce 1812 začal studovat na École nationale supérieure des beaux-arts v Paříži pod vedením Pieree-Narcisse Guérina a současně s umělci jako Delacroix nebo Géricault. Mezi lety 1817 až 1822 pobýval ve Ville Medici v Římě.
Šlo o malíře éry romantismu, jehož hlavními tématy byly scény z historie a portréty. Za svá díla vyhrál několik prestižních ocenění, včetně Římské ceny v roce 1817.
V roce 1880 zemřel v Paříži, kde je také na místním hřbitově Père-Lachaise pochován.

## Seznam žáků
Měl několik žáků, mezi které patřili:

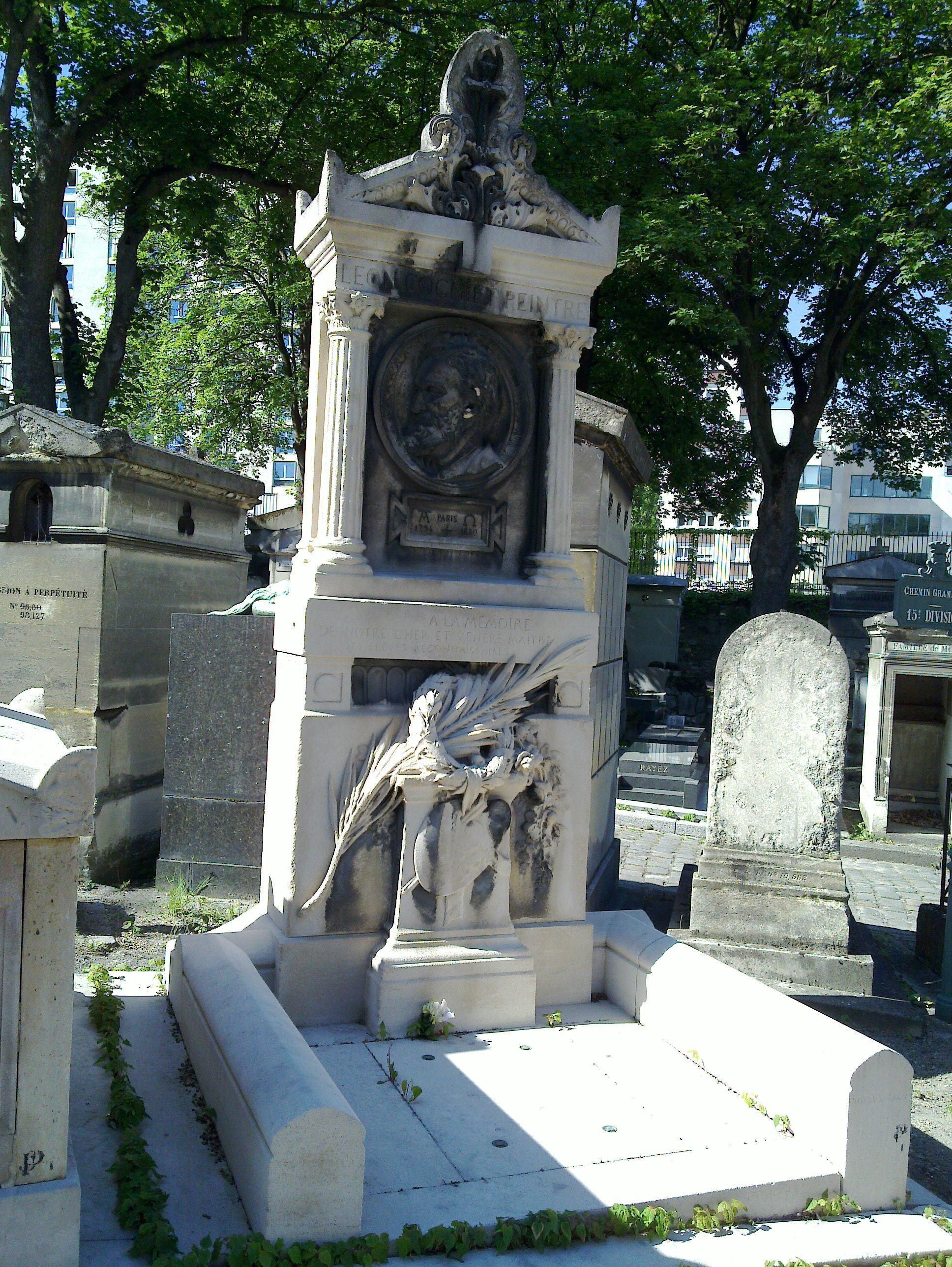
Jeho hrob v Paříži (Père-Lachaise; odd. 15)

- Louis-Ernest Barrias
- Léon Bonnat
- Pierre Auguste Cot
- Alfred Dedreux
- Alfred Dehodencq
- Armand Gautier
- Jean-Paul Laurens
- Jules Joseph Lefebvre
- Evariste Vital Luminais
- Raimundo de Madrazo y Garreta
- Jean-Louis-Ernest Meissonier
- Anna Lea Merritt
- Charles Louis Lucien Muller
- Jeho hrob v Paříži (Père-Lachaise; odd. 15)Victor Nehlig
- Dominique Louis Papety
- Tony Robert-Fleury

## Fotogalerie

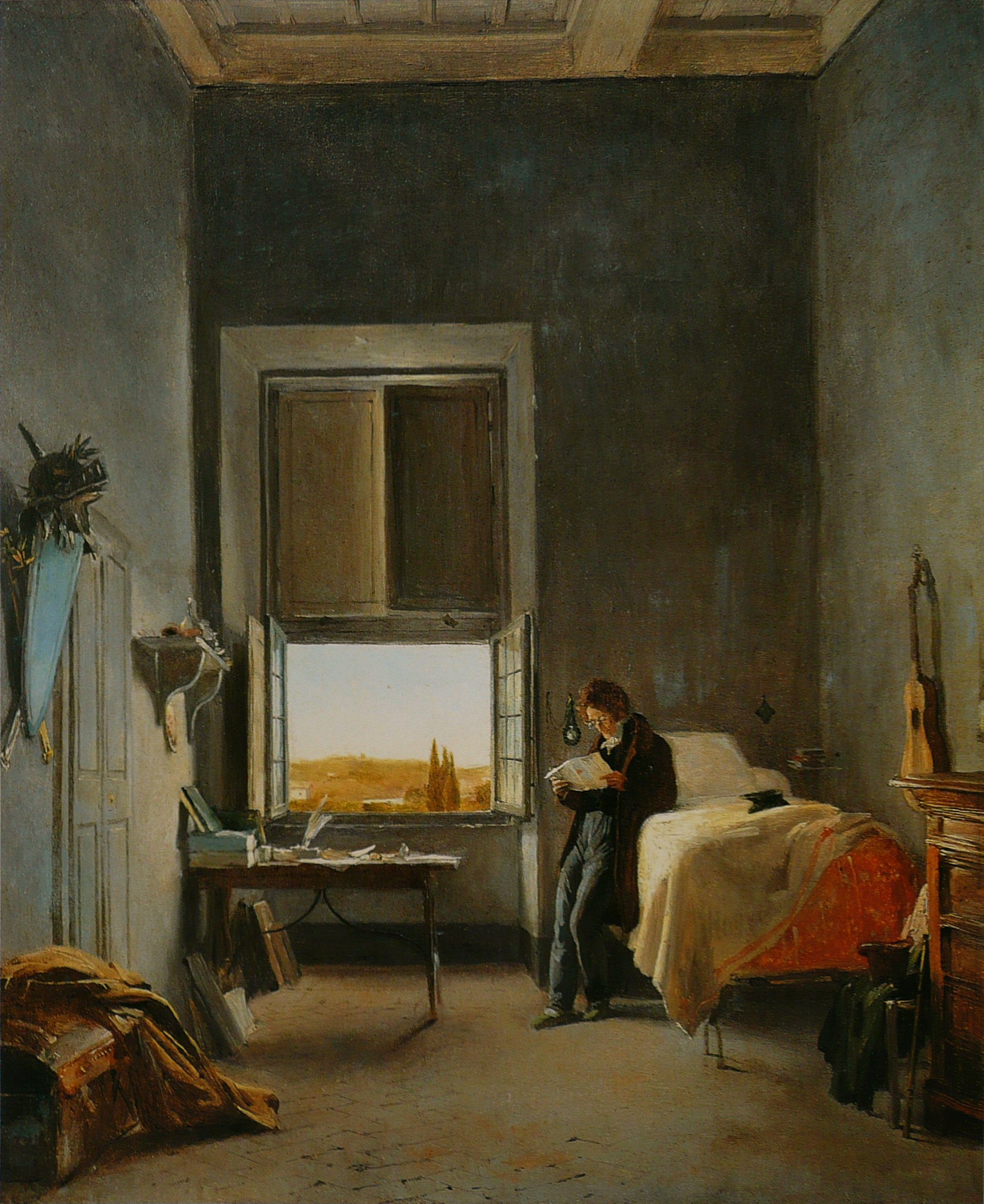
Autoportrét ve Ville Medici
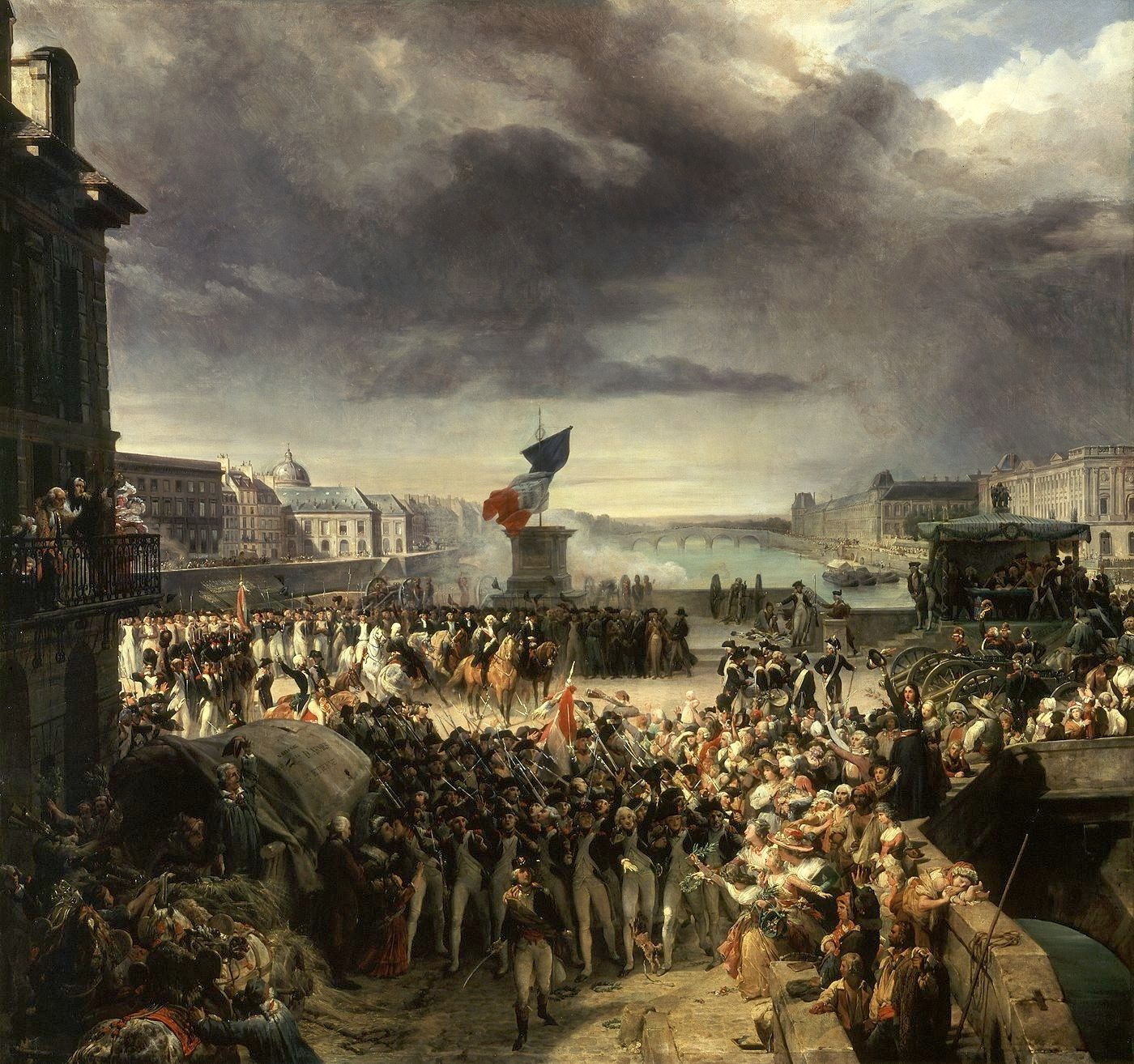
Pařížská národní garda na cestě k armádě
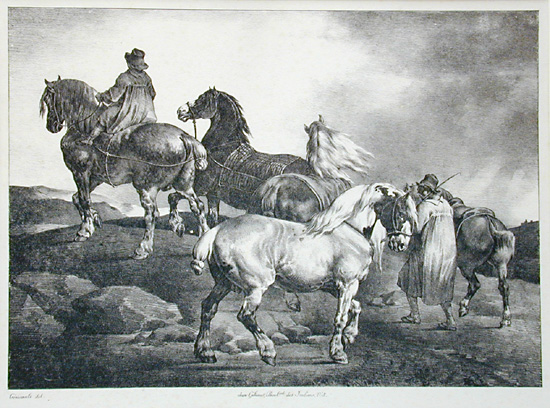
Koně vedené na trh
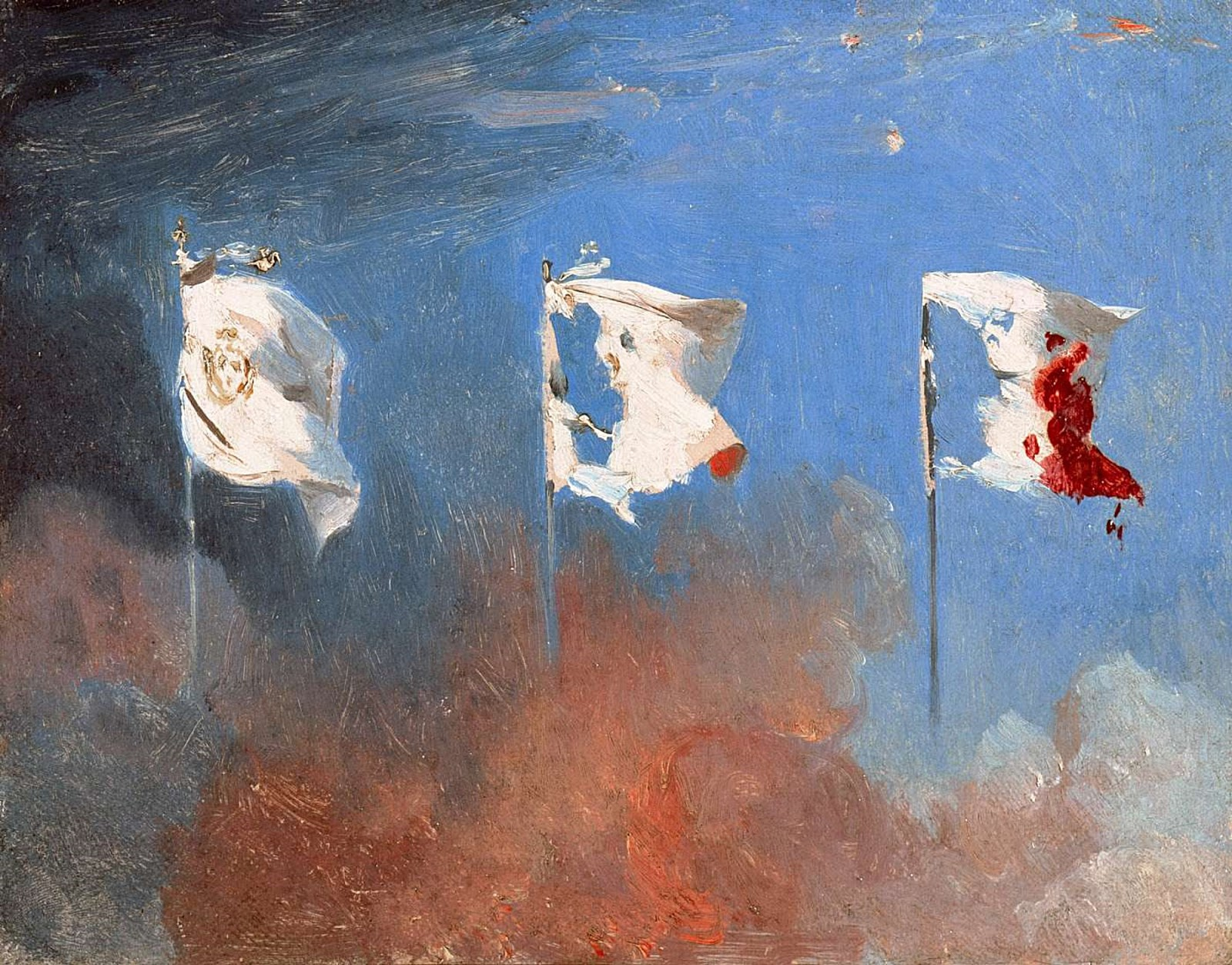
Scény z července 1830
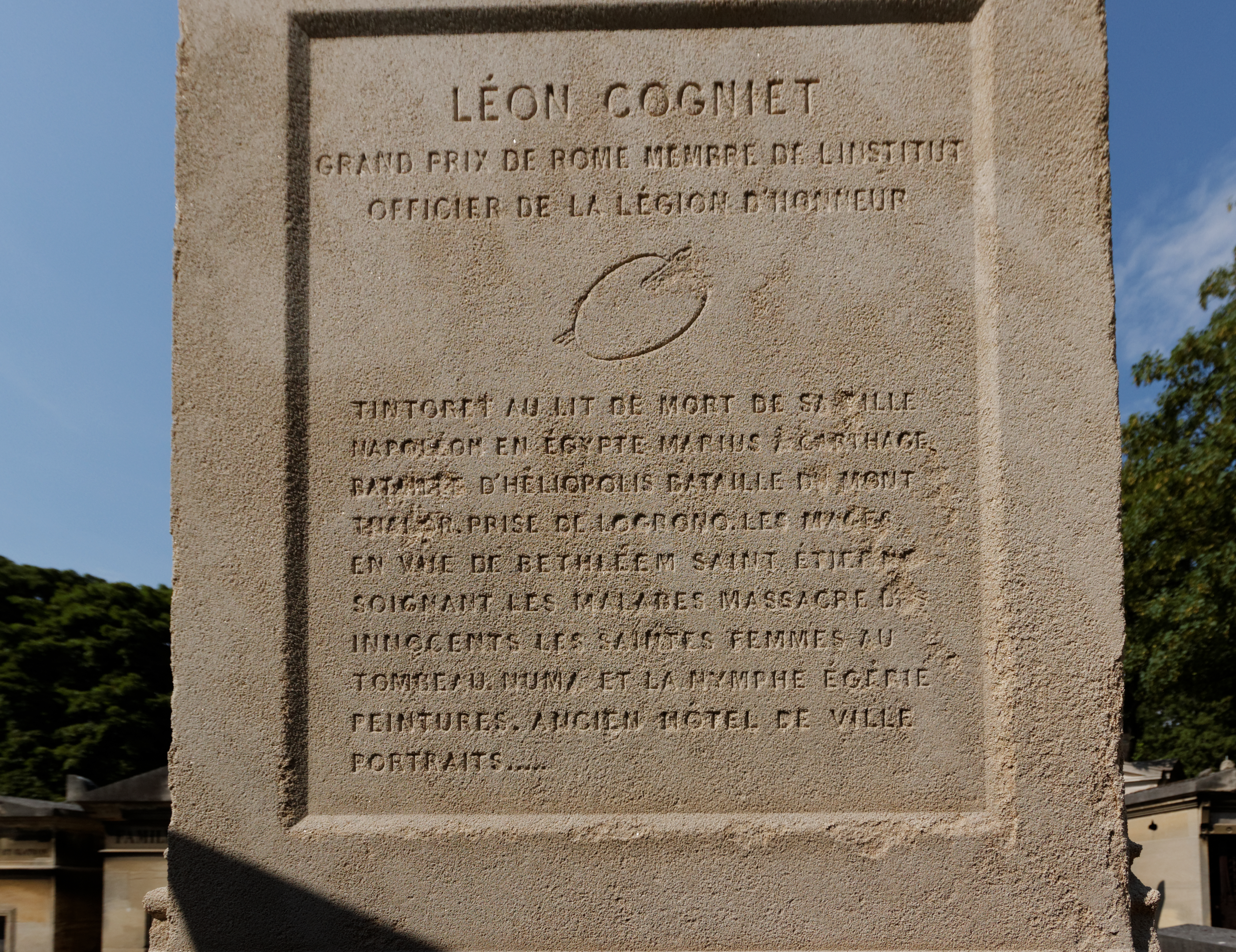
León Cogniet. Další náhrobek na hřbitově Père-Lachaise (odd. 15)